# Municipio de Cedar Creek (Carolina del Norte)
El municipio de Cedar Creek (en inglés: Cedar Creek Township) es un municipio ubicado en el  condado de Cumberland en el estado estadounidense de Carolina del Norte. En el año 2000 tenía una población de 11.384 habitantes.

## Geografía
El municipio de Cedar Creek se encuentra ubicado en las coordenadas 34°59′30.92″N 78°43′28.95″O / 34.9919222, -78.7247083.